# Hjalmart Andersen
Hjalmart Nørregaard Andersen (Stubbekøbing, Guldborgsund, Selàndia, 11 d'octubre de 1889 – Risskov, Aarhus, 23 de gener de 1974) va ser un gimnasta artístic danès que va competir a començaments del segle xx.
El 1912 va prendre part en els Jocs Olímpics d'Estocolm, on va guanyar la medalla de bronze en el Concurs per equips, sistema lliure del programa de gimnàstica.